# Евдокимов-Рокотовский, Михаил Ильич
Михаи́л Ильи́ч Евдоки́мов-Рокото́вский (29 марта 1887, Томск, Российская империя — 4 сентября 1967, Горький, СССР) — выдающийся русский учёный-строитель, профессор.

## Биография
Родился 29 марта 1887 года (по новому стилю) в Томске в семье потомственного дворянина Ильи Степановича Евдокимова, действительного статского советника и начальника Почтово-телеграфного ведомства Томской губернии.
После обучения в Томском реальном училище в 1905 году М. И. Евдокимов-Рокотовский поступил в Императорский Томский технологический институт, после окончания которого в 1910 году получил звание инженера-строителя. Позднее, в 1919 году, он также окончил юридический факультет Петроградского университета.
С июня 1910 года работал на строительстве железных дорог в должности старшего инженера Управления работ Алтайской железной дороги (Томская губерния, строительство в 1905—1915), начальника технического отдела Управления работ железной дороги «Петроград — Мга — Волхов — Рыбинск» (Центральная Россия, 1915—1919).
В условиях революционных изменений в стране в 1917 году авторитетный инженер Евдокимов-Рокотовский был выбран председателем Комитета рабочих и служащих постройки железнодорожных линий «Мга—Волхов—Рыбинск» и «Чистополье—Чудово» (период с апреля 1917 по апрель 1918). Параллельно обучался на юридическом факультете в столичном университете.
Участия в боевых действиях в период Гражданской войне не принимал, занимался практической строительной деятельностью на территориях, подконтрольных властям Советской России (Р.С.Ф.С.Р.).
Защитив диплом юриста (окончил Петроградский университет — получил второе высшее образование), в июне 1919 года командирован на восстановление железной дороги «Казань — Екатеринбург», разрушенной белогвардейцами при отступлении. Здесь он был назначен начальником 7-го строительного участка.
В этот период он много раз выступал в Москве с докладами в Народном комиссариате путей сообщения, и имел случай личного доклада В. И. Ленину.
После восстановления волжско-уральской железной дороги М. И. Евдокимов-Рокотовский в октябре 1920 года перешёл в Уральский государственный университет на должность и. о. профессора на кафедре строительного искусства и архитектуры механического и инженерно-лесного факультетов. В 1924 году по конкурсу был утверждён в звании профессора по специальности «Строительные работы, основной фундамент, туннели». В период с декабря 1920 по август 1922 являлся председателем Организационного комитета по проекту создания Уральского инженерно-строительного института.
Проработав в Свердловске несколько лет, в 1925 году М. И. Евдокимов-Рокотовский возвращается в Сибирь и становится профессором в Томске Сибирского технологического института.
В декабре 1926 года профессор Евдокимов-Рокотовский принимал участие в организации и проведении в Новосибирске Сибирского краевого научно-исследовательского съезда. Этот съезд был созван по инициативе созданного томской профессурой Общества по изучению Сибири и её производственных сил. Съезд свидетельствовал о тесной связи научно-исследовательской работы с задачами хозяйственного развития Сибири. Здесь были определены направления развития всех видов транспорта и железных дорог от Урала до Забайкалья.
Инженеры-строители Томского Сибирского технологического института обеспечивали консультации по строительству и сооружению транспортных артерий Русской Азии. В числе активно работающих в этой области был и профессор М. И. Евдокимов-Рокотовский. Он неоднократно лично выезжал на восток страны — в области Забайкалья и Дальнего Востока. В частности, как эксперт-строитель консультировал работы по переустройству Лагар-Аульского туннеля через Малый Хинган на Уссурийской железной дороге.
В 1925—1930 годах — соредактор (с И. Н. Бутаковым и С. А. Орловым-Толмачёвым) научного журнала «Вестник Сибирских Инженеров» (Томск).
За интенсивную научную работу в вузах Томска в 1928—1932 годах был отмечен наградой Партии, Профсоюзов и Государства — удостоен звания «Ударник Первой Пятилетки СССР».
Круг научно-исследовательских интересов профессора был достаточно широк: строительство и эксплуатация железнодорожных туннелей; строительство на плывунах; давление горных пород и расчёт туннелей; постройка и эксплуатация инженерных сооружений в вечной мерзлоте; динамические явления в туннелях и окружающих их грунтах; основы геологии при проведении туннелей и пр.
В 1930 году инженерно-строительный факультет СТИ, на котором в том числе преподавал М. И. Евдокимов-Рокотовский, решением правительства РСФСР был передислоцирован в Новосибирск и стал основой вновь создаваемого Сибирского инженерно-строительного института «СибСтрИн». В 1930—1934 — один из ведущих учёных нового сибирского вуза.
В своих работах, многие из которых стали руководством для инженеров-строителей и студентов вузов СССР, М. И. Евдокимов-Рокотовский использовал имеющийся в его распоряжении материал из его личной 30-летней практики строительства (1910—1940) и результаты его теоретических и лабораторных исследований. Его книга «Эксплуатация ж.-д. туннелей» стала пособием для инженерно-технических работников железнодорожного транспорта и для непосредственной работы по эксплуатации и содержанию туннелей. В своих работах он давал описания того, что имело место в разных условиях, в разных туннелях во всех странах мира. Это давало возможность специалистам подыскать хотя бы в первом приближении подходящее инженерное решение.
В августе 1934 года М. И. Евдокимов-Рокотовский, по настоянию Партии, переезжает в город Горький и утверждается на должность профессора Горьковского инженерно-строительного института (ГИСИ), заведующего кафедрой оснований и фундаментов и инженерной геологии, которой он заведовал в течение 19 лет.
В ГИСИ Михаилом Ильичом была создана крупная лаборатория исследования грунтов, геологии и гидрогеологии. Она обслуживала не только учебный процесс, но и стройки бурно развивающегося в период индустриализации города Горького и Горьковской области. В архиве Российской Академии Наук хранятся письма переписки М. И. Евдокимова и академика В. И. Вернадского (1942—1943).
Работая в Горьком профессор М. И. Евдокимов-Рокотовский пользовался большим уважением, авторитетом и общественным признанием. С 1934 по 1939 год был депутатом Куйбышевского районного совета трудящихся города Горького. В дальнейшем неоднократно являлся членом избирательной комиссии по выборам в Советы депутатов трудящихся.
В середине 1940-х годов занимался научной работой по вопросу организации труда советских учёных, в рамках которой выслал анкету известным учёным СССР и получил большое количество откликов, но эти материалы не были опубликованы.
Умер 4 сентября 1967 года в городе Горьком. Похоронен на городском Бугровском кладбище.

## Научная деятельность
Первые научные труды и печатные работы М. И. Евдокимова-Рокотовского относятся к 1912 году, и до конца своей жизни он занимался наукой.
Практический опыт проведения земляных работ дал материалы для статьи «Деформация земляного полотна на работах при переустройстве горных пород», а опыт работы строительства железных дорог в условиях вечной мерзлоте — для статьи «Меры, принятые при производстве цементной клади в вечной мерзлоте».
Им опубликовано около 70 печатных работ. Михаилом Ильичом написаны две крупные диссертации. «Туннели» (1914—1916), где изложен исторический очерк развития искусства сооружения туннелей (в 9 частях). Вторая, докторская, диссертация «Деформация земельного полотна на работах при переустройстве горных участков» также ценна и интересна, в ней автор научно систематизирует различные случаи влияния качества грунтов на состояние земельного полотна.

## Награды
- орден Ленина (апрель 1951)
- медаль «За доблестный труд в Великой Отечественной войне 1941—1945 гг.» (1945)
- медаль «Двадцать лет Победы в Великой Отечественной войне 1941—1945 гг.» (1965)
- почётное звание «Ударник I пятилетки» и правительственный знак «Ударнику Первой Пятилетки» (1933)

## Сочинения
- Евдокимов-Рокотовский М. И. Туннели. / Диссертация на соискание степени кандидата технических наук. — Томск: Томский Императорский технологический институт (1914—1916). Переиздание как отдельной книги: изд. Сиб.техн.инст-та, 1926.
- Евдокимов-Рокотовский М. И. О классификации каменистых грунтов при переустройстве горных участков Сибирской железной дороги. / Труды Управления Томской (Сибирской) железной дороги. — Томск/Пг.: Типография «Санкт-Петербургское товарищество печатного дела», 1914.
- Евдокимов-Рокотовский М. И. Деформация земельного полотна на работах при переустройстве горных участков. / Диссертация на соискание степени доктора технических наук. — Екатеринбург, (1920).
- Евдокимов-Рокотовский М. И. Давление горных пород и расчёт тоннельных обделок. — Томск: Издательство Сибирского технологического института, 1927. (В современной интерпретации русского языка наименование книги приводится как Давление горных пород и расчёт туннельных обделок.)
- Томский технологический институт за 25 лет своего существования. 1900—1925. (Юбилейный сборник) / ред. М. И. Евдокимов-Рокотовский. — Томск: Издательство Сибирского технологического института (Типо-литография издательства «Красное знамя»), 1928. — 173 с.
- Евдокимов-Рокотовский М. И. Основы геологии при проведении тоннелей. — Томск: Издательство Сибирского технологического института, 1928. (В современной интерпретации русского языка наименование книги приводится как Основы геологии при проведении туннелей.)
- Евдокимов-Рокотовский М. И. Трассировка и разбивка тоннелей. — Томск: Издательство Сибирского технологического института, 1928. (В современной интерпретации русского языка наименование книги приводится как Трассировка и разбивка туннелей.)
- Евдокимов-Рокотовский М. И. Эксплоатация железнодорожных тоннелей. — Томск: Издательство Сибирского технологического института, 1928. (В современной интерпретации русского языка наименование книги приводится как Эксплуатация железнодорожных туннелей.)
- Евдокимов-Рокотовский М. И. Загадочный случай разрушения фермы моста пролётом 123, 75 метра. — Томск, 1929. — 46 с.
- Евдокимов-Рокотовский М. И. (проф.) Постройка и эксплоатация инженерных сооружений в вечной мерзлоте. — Новосибирск: Издательство Сиб. строит. инст-та, 1931. — 288 с., 209 илл. + карта-раскладка. (В современной интерпретации русского языка наименование книги приводится как Постройка и эксплуатация инженерных сооружений на вечной мерзлоте.)
- Евдокимов-Рокотовский М. И. Эксплоатация железнодорожных туннелей. — М.: НКПС—Трансжелдориздат, 1934. — 179 с., илл. (В современной интерпретации русского языка наименование книги приводится как Эксплуатация железнодорожных туннелей.)